# 강동대교
강동대교(江東大橋)는 서울특별시 강동구 하일동과 경기도 구리시 토평동을 잇는 폭 26.72 m, 길이 1,126 m인 한강의 다리이다.
1988년 2월에 착공해 1991년 11월 29일에 준공하였다. 공사 기간 중인 1990년에 대홍수로 왕숙천에서 내려온 부유물 등이 다리에 걸려 일부가 유실되었다. 수도권제1순환고속도로가 통과하며 강 북단에서 국도 제6호선과 국도 제46호선으로 남단에서 서울양양고속도로, 올림픽대로, 미사로로 진입할 수 있다. 다리 남단으로 하남 분기점에서 중부고속도로와 직결된다. 남단으로는 강일 나들목이 북단으로는 토평 나들목이 있다. 강일 나들목 밑에는 수도권 전철 5호선의 고덕차량사업소가 있다.
미사대교와 함께 통행료가 있는 대교이다.

## 역사
- 1988년 2월: 서울외곽순환고속도로의 판교 분기점~퇴계원 나들목 구간의 공사를 착공하면서 동시에 착공하였다.
- 1991년 11월 29일: 서울외곽순환고속도로의 판교 분기점~퇴계원 나들목 구간이 완공되면서 동시에 개통하였다.